# Сарабакасинське сільське поселення
Сарабака́синське сільське поселення (рос. Сарабакасинское сельское поселение) — муніципальне утворення у складі Чебоксарського району Чувашії, Росія. Адміністративний центр — присілок Сятракаси.

## Населення
Населення — 1837 осіб (2019, 1841 у 2010, 1748 у 2002).

## Склад
До складу поселення входять такі населені пункти:
| Населений пункт      | Населення, осіб (2002) | Населення, осіб (2010) |
| -------------------- | ---------------------- | ---------------------- |
| Мокшино, присілок    | 47                     | 49                     |
| Пікшик, присілок     | 162                    | 161                    |
| Самуково, присілок   | 62                     | 91                     |
| Сарабакаси, присілок | 129                    | 167                    |
| Сятракаси, присілок  | 506                    | 556                    |
| Тохмеєво, присілок   | 189                    | 158                    |
| Хуринлих, присілок   | 239                    | 280                    |
| Шоркіно, присілок    | 414                    | 379                    |